# Calamagrostis mandoniana
Calamagrostis mandoniana là một loài thực vật có hoa trong họ Hòa thảo. Loài này được (Wedd.) Pilg. mô tả khoa học đầu tiên năm 1913.